# José Machado Lourenço
José Machado Lourenço (Cinco Ribeiras, 12 de Agosto de 1908 — Cinco Ribeiras, 14 de Janeiro de 1984) foi um sacerdote católico, professor, etnógrafo e historiador, que teve um importante papel na revitalização dos meios intelectuais açorianos no período após a Segunda Guerra Mundial. Foi elevado à dignidade de prelado doméstico, com o título de Monsenhor, pelo Papa Pio XII. Deixou uma extensa obra publicada, incluindo larga colaboração em periódicos, com destaque para o jornal A União, de que foi director. Foi um dos fundadores, e o primeiro presidente da direcção, do Instituto Açoriano de Cultura.

## Biografia
José Machado Lourenço foi filho de António Machado Lourenço, natural de Santa Bárbara, que emigrara para o Brasil, onde casara, no Rio de Janeiro (Santana), com Maria de São Pedro, também açoriana, natural da Piedade do Pico. O casal regressou aos Açores, onde se fixou na freguesia das Cinco Ribeiras e se dedicou à lavoura. Foi no seio desta família de pequenos lavradores da freguesia das Cinco Ribeiras que nasceu José Machado Lourenço, o 4.º filho do casal, e foi naquela localidade da ilha Terceira que completou a 4.ª classe do ensino primário.
Com apenas 10 anos de idade, partiu com um grupo de 11 crianças que foram levadas para Macau na companhia do padre João Machado de Lima, com o objectivo de ali frequentar estudos que lhe permitissem ingressar na via sacerdotal como missionário católico no Extremo Oriente. Estudou no Seminário de São José de Macau, onde fez um curso brilhante, distinguindo-se pelos seus dotes literários, especialmente os poéticos.
Foi ordenado padre a 16 de Agosto de 1931 e celebrou a sua Missa Nova a 20 de Agosto, dia de São Bernardo daquele ano.
Foi colocado nas igrejas isentas da diocese de Macau, ou seja, nas paróquias de São José (em Singapura) e de São Pedro (em Malaca), onde missionou até 1935, ano em que foi escolhido para secretário particular do bispo D. José da Costa Nunes, então bispo de Macau, também açoriano e futuro cardeal. Voltou para Singapura, cidade onde trabalhou no período de 1939 a 1941. Em 1941, quando aquele bispo foi transferido para a arquidiocese de Goa e Damão, acompanhou-o para Goa, novamente nas funções de secretário particular, permanecendo naquelas funções até 1946.
Em 1947 regressou à ilha Terceira, sendo nomeado professor do Seminário Diocesano de Angra onde ensinava Inglês, Português, Latim e História da Igreja no período de 1948 a 1973. Foi também professor do Liceu Nacional de Angra do Heroísmo, onde ensinou Inglês e Francês.
Naquele mesmo ano, por proposta de D. José da Costa Nunes, o Papa Pio XII, em 22 de Abril de 1947, elevou-o à dignidade de seu prelado doméstico, com o título de Monsenhor.
Em 1956 fez parte do grupo fundador do Instituto Açoriano de Cultura, sendo eleito o seu primeiro presidente da direcção, cargo que exerceu até 31 de Maio de 1978 e que ainda assim continuou como presidente da Assembleia Geral e colaborador assíduo. Foi director da revista Atlântida, órgão daquele instituto, desde a sua primeira edição em 1957 até 1977, assegurando uma periodicidade de dois meses.
Também em 1956 foi escolhido pelo então bispo de Angra, D. Manuel Afonso de Carvalho, para a dignidade  cónego da Sé de Angra e assistente do capelão americano da Base das Lajes.
Foi director do então jornal vespertino A União, órgão oficioso da Diocese de Angra, entre 1 de Junho de 1973 e 10 de Janeiro de 1975.
Em 1965 foi distinguido com o Prémio João de Barros, da Agência Geral do Ultramar, pelo seu livro João Baptista Machado - Mártir do Japão. Foi agraciado com o grau de comendador da Ordem de Santiago da Espada.
Monsenhor Machado Lourenço é lembrado na toponímia da sua freguesia natal das Cinco Ribeiras.

## Obras publicadas
Para além de uma vasta obra dispersa por vários periódicos, especialmente pelos jornais de inspiração católica, nomeadamente em A União de que foi director, publicou, em poesia e em prosa, as seguintes obras:
- 1934 — A mãe do amor: versos. Macau, Escola Tip. do Orfanato.
- 1937 — Aleluias de alma: sonetos. Macau, Tip. da Imaculada Conceição.
- 1940 — Lusa Estrela. Singapura.
- 1945 — Mensagem Cristã à Índia. Nova Goa.
- 1950 — O padroado português do Oriente. Angra do Heroísmo, Tip. União Gráfica.
- 1952 — Por terras do sagrado Ganges. Angra do Heroísmo, União Gráfica Angrense.
- 1952 — Regras de gramática da língua inglesa. Angra do Heroísmo, Tip. Andrade (teve 2.ª edição).
- 1954 — O romance de um malaio: novela folclórica. S.l., Tip. União Gráf. Angrense.
- 1954 — Vida divina. Angra do Heroísmo, Tip. Gráf. Angrense.
- 1958 — Victória: novela folclórica. S.l. União Gráfica Angrense.
- 1965 — Beato João Baptista Machado de Távora – mártir do Japão. Angra do Heroísmo, União Gráfica Angrense.
- 1966 — Os Lusíadas, Poema Católico. Angra do Heroísmo, separata da revista Atlântida.
- 1966 — Poetas do Povo. Angra do Heroísmo, separata da revista Atlântida.
- 1968 — Benedicite. S.l., s.e..
- 1979 — Cinco Ribeiras - A freguesia branca. Angra do Heroísmo.
- 1980 — Contos Semi-Históricos. Angra do Heroísmo, Colecção Gaivota.
- 1981 — Açorianos em Macau. Angra do Heroísmo, União Gráfica Angrense.
- 1982 — Três poetisas angrenses. Angra do Heroísmo, Instituto Açoriano de Cultura.